# Elezioni politiche suppletive in Francia del 1970
Le elezioni politiche suppletive francesi del 1970 sono le elezioni tenute in Francia nel corso del 1970 per eleggere deputati dell'assemblea nazionale dei collegi uninominali rimasti vacanti. 

## Risultati

### 12° collegio di Parigi
Le elezioni politiche suppletive nel 12° collegio di Parigi si sono tenute il 7 giugno in seguito alla morte di Pierre-Louis Bourgoin. Poiché nessun candidato ha ottenuto la maggioranza dei voti al primo turno, stato necessario procedere al ballottaggio il 14 giugno 
| Partito                            | Partito                            | Candidato                          | Primo turno 7 giugno | Primo turno 7 giugno | Ballottaggio 14 giugno | Ballottaggio 14 giugno |
| Partito                            | Partito                            | Candidato                          | Voti                 | %                    | Voti                   | %                      |
| ---------------------------------- | ---------------------------------- | ---------------------------------- | -------------------- | -------------------- | ---------------------- | ---------------------- |
|                                    | DIV                                | Pierre de Bénouville               | 9 184                | 46,52                | 10 706                 | 56,32                  |
|                                    | PCF                                | Georges Heckli                     | 5 201                | 26,34                | 8 302                  | 43,68                  |
|                                    | CIR                                | Claude Bessis                      | 1 905                | 9,65                 |                        |                        |
|                                    | PSU                                | Philippe Simon                     | 876                  | 4,44                 |                        |                        |
|                                    | CR                                 | Alain Lombard                      | 791                  | 4,01                 |                        |                        |
|                                    | ON                                 | Jacqueline Rigaud                  | 618                  | 3,13                 |                        |                        |
|                                    | EXD                                | Bernard Fauliot                    | 600                  | 3,04                 |                        |                        |
|                                    | DVG                                | Pascal Bicheron                    | 517                  | 2,62                 |                        |                        |
|                                    | MJR                                | Michel Olagnon                     | 50                   | 0,25                 |                        |                        |
|                                    |                                    |                                    |                      |                      |                        |                        |
| Iscritti                           | Iscritti                           | Iscritti                           | 41 350               | 100,00               | 41 350                 | 100,00                 |
| ↳ Votanti (% su iscritti)          | ↳ Votanti (% su iscritti)          | ↳ Votanti (% su iscritti)          | 20 298               | 49,09                | 20 100                 | 48,61                  |
| ↳ Voti validi (% su votanti)       | ↳ Voti validi (% su votanti)       | ↳ Voti validi (% su votanti)       | 19 742               | 97,26                | 19 008                 | 94,57                  |
| ↳ Schede non valide (% su votanti) | ↳ Schede non valide (% su votanti) | ↳ Schede non valide (% su votanti) | 556                  | 2,74                 | 1 092                  | 5,43                   |
| ↳ Astenuti (% su iscritti)         | ↳ Astenuti (% su iscritti)         | ↳ Astenuti (% su iscritti)         | 21 052               | 50,91                | 21 250                 | 51,39                  |
|                                    |                                    |                                    |                      |                      |                        |                        |
|                                    | Esito: collegio passa da UDR a DIV |                                    |                      |                      |                        |                        |

### 1° collegio di Meurthe-et-Moselle
Le elezioni politiche suppletive nel 1° collegio di Meurthe-et-Moselle si sono tenute il 21 giugno in seguito alle dimissioni di Roger Souchal. Poiché nessun candidato ha ottenuto la maggioranza dei voti al primo turno, stato necessario procedere al ballottaggio il 28 giugno 
| Partito                            | Partito                            | Candidato                          | Primo turno 21 giugno | Primo turno 21 giugno | Ballottaggio 28 giugno | Ballottaggio 28 giugno |
| Partito                            | Partito                            | Candidato                          | Voti                  | %                     | Voti                   | %                      |
| ---------------------------------- | ---------------------------------- | ---------------------------------- | --------------------- | --------------------- | ---------------------- | ---------------------- |
|                                    | DIV                                | Jean-Jacques Servan-Schreiber      | 18 352                | 46,55                 | 22 414                 | 55,28                  |
|                                    | DVD                                | Roger Souchal                      | 10 836                | 27,48                 | 10 075                 | 24,85                  |
|                                    | PCF                                | Michel Antoine                     | 7 684                 | 19,49                 | 8 057                  | 19,87                  |
|                                    | PSU                                | François Borella                   | 1 079                 | 2,74                  |                        |                        |
|                                    | PS                                 | Gérard Cureau                      | 953                   | 2,42                  |                        |                        |
|                                    | DIV                                | Pierre-Marie Albrique              | 522                   | 1,32                  |                        |                        |
|                                    |                                    |                                    |                       |                       |                        |                        |
| Iscritti                           | Iscritti                           | Iscritti                           | 67 538                | 100,00                | 67 536                 | 100,00                 |
| ↳ Votanti (% su iscritti)          | ↳ Votanti (% su iscritti)          | ↳ Votanti (% su iscritti)          | 41 371                | 61,26                 | 41 280                 | 61,12                  |
| ↳ Voti validi (% su votanti)       | ↳ Voti validi (% su votanti)       | ↳ Voti validi (% su votanti)       | 39 426                | 95,30                 | 40 546                 | 98,22                  |
| ↳ Schede non valide (% su votanti) | ↳ Schede non valide (% su votanti) | ↳ Schede non valide (% su votanti) | 1 945                 | 4,70                  | 734                    | 1,78                   |
| ↳ Astenuti (% su iscritti)         | ↳ Astenuti (% su iscritti)         | ↳ Astenuti (% su iscritti)         | 26 167                | 38,74                 | 26 256                 | 38,88                  |
|                                    |                                    |                                    |                       |                       |                        |                        |
|                                    | Esito: collegio passa da UDR a DIV |                                    |                       |                       |                        |                        |

### 2° collegio della Gironda
Le elezioni politiche suppletive nel 2° collegio della Gironda si sono tenute il 20 settembre in seguito alle dimissioni di Jacques Chaban-Delmas. Poiché Jacques Chaban-Delmas ha ottenuto la maggioranza dei voti al primo turno, non è stato necessario procedere al ballottaggio.
| Partito                            | Partito                            | Candidato                          | Risultati 20 settembre | Risultati 20 settembre |
| Partito                            | Partito                            | Candidato                          | Voti                   | %                      |
| ---------------------------------- | ---------------------------------- | ---------------------------------- | ---------------------- | ---------------------- |
|                                    | DIV                                | Jacques Chaban-Delmas              | 14 904                 | 63,55                  |
|                                    | DIV                                | Jean-Jacques Servan-Schreiber      | 3 892                  | 16,60                  |
|                                    | PCF                                | François Rivière                   | 2 024                  | 8,63                   |
|                                    | CIR                                | Gabriel Taïx                       | 1 820                  | 7,76                   |
|                                    | PSU                                | Laure Lataste                      | 320                    | 1,36                   |
|                                    | LO                                 | Gérard Barthélemy                  | 150                    | 0,64                   |
|                                    | ON                                 | Hugues Leclère                     | 121                    | 0,52                   |
|                                    | DIV                                | Micheline Vernhes                  | 119                    | 0,51                   |
|                                    | DVD                                | André Demarqc                      | 98                     | 0,42                   |
|                                    | DVC                                | Adrien Junca                       | 3                      | 0,01                   |
|                                    |                                    |                                    |                        |                        |
| Iscritti                           | Iscritti                           | Iscritti                           | 38 691                 | 100,00                 |
| ↳ Votanti (% su iscritti)          | ↳ Votanti (% su iscritti)          | ↳ Votanti (% su iscritti)          | 23 787                 | 61,48                  |
| ↳ Voti validi (% su votanti)       | ↳ Voti validi (% su votanti)       | ↳ Voti validi (% su votanti)       | 23 451                 | 98,59                  |
| ↳ Schede non valide (% su votanti) | ↳ Schede non valide (% su votanti) | ↳ Schede non valide (% su votanti) | 336                    | 1,41                   |
| ↳ Astenuti (% su iscritti)         | ↳ Astenuti (% su iscritti)         | ↳ Astenuti (% su iscritti)         | 14 904                 | 38,52                  |
|                                    |                                    |                                    |                        |                        |
|                                    | Esito: collegio passa da UDR a DIV |                                    |                        |                        |

## Riepilogo
| Data 1º turno | Ballottaggio   | Circoscrizione     | Collegio | Parlamentare uscente  | Partito | Parlamentare eletto           | Partito |
| ------------- | -------------- | ------------------ | -------- | --------------------- | ------- | ----------------------------- | ------- |
| 7 giugno      | 14 giugno      | Parigi             | 12°      | Pierre-Louis Bourgoin | UDR     | Pierre de Bénouville          | DIV     |
| 21 giugno     | 28 giugno      | Meurthe-et-Moselle | 1°       | Roger Souchal         | UDR     | Jean-Jacques Servan-Schreiber | DIV     |
| 20 settembre  | Non necessario | Gironda            | 1°       | Jacques Chaban-Delmas | UDR     | Jacques Chaban-Delmas         | DIV     |